# 救赎主长老会
救赎主长老会（Redeemer Presbyterian Church）是美国纽约市的一座长老会教堂 ，成立于1989年，提摩太·凯乐（Timothy Keller）曾擔任此教會的主任牧师。《今日基督教》称救赎主堂是曼哈顿最重要的教会之一。 

## 历史
每星期天，救赎主长老会在上西城、上东城和曼哈顿下城的地点吸引约5000名信徒参加其礼拜。根据教会的2014年度报告，目前的信徒总数为1,760人。 在2006年对2,000名美国教会领袖的调查中，救赎主长老会被评为美国最有影响力的教堂的第16名。救赎主长老会吸引了众多公众，如年轻的专业人士，医生，银行家，律师，艺术家，演员，音乐家和设计师，其中许多是20多岁和30多岁。
1998年，提摩太· 凯乐夫妇写信给《纽约时报》，回应一篇文章，解释说救赎主长老会区别于基要派、保守的巨型教会运动以及主流新教。 他们认为基要派强调政治问题，并对周围的世俗文化持敌对态度，而救赎主长老会注重“耶稣的性格，事工和工作”，对纽约市持高度积极的观点，鼓励作为好邻居在这里生活。
救赎主长老会通过其教会植堂中心，帮助在纽约大都会区开始了100多个小型教会，并且吸引来自世界各地的牧师前来学习植堂经验。2012年，教会在上西城西83街150号购买了一个停车库，改建为自己的教堂。 教会办公室设于美洲大道1166号。